# One Love (альбом)
One Love (The Album) — другий студійний альбом європейського нігерійського виконавця Dr. Alban. Вийшов у 1992 році через BMG та Ariola. Альбом також вийшов у вигляді другого видання в 1993 році з іншим трек-листом.

## Трек-лист

### Перше видання
1. «Introduction» (1:45)
2. «It's My Life» (4:00)
3. «Sing Hallelujah» (4:24)
4. «Groove Machine 4» (3:41)
5. «Reggae Gone Ragga» (4:01)
6. «Cash Money» (3:36)
7. «One Love» (5:27)
8. «Om we rembwe ike» (4:47)
9. «Groove Machine 5» (4:46)
10. «Mata oh a eh» (4:20)
11. «Roll Down Di Rubber Man» (5:39)
12. «It's My Life (клубна версія)» (4:00)

### Друге видання
1. «Introduction» (1:45)
2. «It's My Life» (4:00)
3. «One Love (пісня Dr Alban)|One Love]]» (4:00)
4. «Sing Hallelujah» (4:00)
5. «Mata oh a eh» (4:20)
6. «Reggae Gone Ragga» (4:01)
7. «Om we rembwe ike» (4:47)
8. «Hard To Choose» (3:53)
9. «Cash Money» (3:36)
10. «Roll Down Di Rubber Man» (5:39)
11. «It's My Life (Remix)» (4:32)
12. «One Love (Remix)» (4:30)

## Чарти
| Чарт (1992)                                  | Найвища позиція |
| -------------------------------------------- | --------------- |
| Австрія Austrian Albums (Ö3 Austria)         | 1               |
| Нідерланди Dutch Albums (MegaCharts)         | 20              |
| Німеччина German Albums (Media Control)      | 6               |
| Норвегія Norwegian Albums (VG-lista)         | 15              |
| Швеція Swedish Albums (Sverigetopplistan)    | 15              |
| Швейцарія Swiss Albums (Schweizer Hitparade) | 3               |

## Продажі
| Регіон                                                                                          | Сертифікація | Продажі  |
| ----------------------------------------------------------------------------------------------- | ------------ | -------- |
| Австрія (IFPI Austria)                                                                          | Платиновий   | 50 000*  |
| Німеччина (BVMI)                                                                                | Золотий      | 250 000^ |
| Фінляндія (IFPI Finland)                                                                        | Золотий      | 31,794   |
| Швейцарія (IFPI Switzerland)                                                                    | Платиновий   | 50 000^  |
| *продажі, що базуються лише на сертифікаціях ^відвантаження, що базуються лише на сертифікаціях |              |          |